# Petřín
Petřín-hegy (németül Laurenziberg) egy 327 méter magas domb Prága központjában, a Moldva bal partján. A csaknem teljesen parkosított hegy a prágai lakosok kedvelt pihenőhelye. A domb kőzetei — homokkő és mészkő — időtlen idők óta a alapvető prágai építőanyagok.

## Történelme
Az évszázadok során számos neve volt: Petřín, Hora, Kopec, Szent Lőrinc hegy (innen ered a német Laurenziberg elnevezés). A jelenlegi elnevezés először Kosmas krónikás leírásaiban tűnik fel, aki egy sziklás (latinul petra) helyként írja le a hegyet.
Már a korai középkorban is kultikus helynek számított. A legenda szerint a Petřín tetején már a pogány szlávok is szakrális szertartásokat tartottak és szent tüzeket gyújtottak, és ezen a helyen jövendölte meg Libuše hercegnő Prága felvirágzását.
A korabeli források által először 1135-ben említett Szent Lőrinc-kápolnát II. Ulászló herceg (később cseh király) építtette Prágai Szent Adalbert püspök kérésére. Az eredetileg román stílusú kápolna alapjain épült fel a 18. században a jelenlegi, barokk stílusú Szent Lőrinc-katedrális. Szintén II. Ulászló herceg alapította a premontrei rend strahovi kolostorát 1143-ban. Az épületegyüttes a Szűz Mária mennybemenetele bazilikát veszi körül. Az eredetileg háromhajós, román stílusú bazilikát később gótikus, majd barokk stílusban építették át.
IV. Károly német-római császár és cseh király uralkodása alatt, 1360 és 1362 között épült meg a Petřínen az ún. Éhségfal. A Prága Malá Strana és Hradčany városrészeinek védelmére épült erődítmény nevét a korabeli források szerint arról kapta, hogy a fal építésével IV. Károly munkát és megélhetést nyújtott Prága lakosságának az 1361-es nagy éhínség idején.
A Petřín az 1891-ben megrendezett Jubileumi Kiállítás egyik kiemelt fejlesztési területe volt. Ekkor épült meg – többek között – a Petřín tetején a 63,5 méter magas Petříni kilátótorony (a párizsi Eiffel-torony alapján), a Tükörlabirintus, és ebben az évben adták át a forgalomnak a hegycsúcsot a Kisoldallal összekötő siklóvasutat.
A hegytetőn épült fel 1928-ban a Štefánik csillagvizsgáló, amely jelenleg a csillagászatot és a rokon természettudományokat népszerűsítő kiállításokkal és előadásokkal várja a látogatókat.
A Petřín napjainkban számos látnivalójával, parkjával és a történelmi Prágára nyújtott remek panorámájával mind a helybéliek, mind a turisták kedvelt kiránduló- és pihenőhelye.

## Főbb látnivalók a Petřínen
- strahovi kolostor (Strahovský klášter)
- Petříni kilátó (Petřínská rozhledna)
- Štefánik csillagvizsgáló (Štefánikova hvězdárna)
- Éhségfal (Hladová zeď)
- Petřín siklóvasút (Lanová dráha na Petřín)
- Tükörlabirintus (Zrcadlové bludiště na Petříně)
- Szent Mihály arkangyal templom — a bojkó stílusban épült fatemplom eredetileg a 17. század második felében épült a kárpátaljai Nagylucskán. 1929-ben szétszerelve Prágába szállították; ekkor nyerte el jelenlegi helyét.
- A kommunizmus áldozatainak emlékműve (Pomník obětem komunismu)
- Nagy Strahov stadion (Velký strahovský stadion)

- A kommunizmus áldozatainak emlékműve

A domb lábánál épült kegyes nővérek (Sorores Misericordiae Congregationis S. Caroli Borromei) Borromei Károly kolostora. A kolostort Paul Ignaz Bayer és Kilian Ignaz Dientzenhofer  építette, a stukkó díszeket Michael Ignaz Palliari készítette. 1859-ben ide helyezték át Jan Brokoff 1695-ben faragott Pietà szobrát a Károly hídról.
Ugyancsak a domb lábánál, a Kisoldalhoz tartozó Petříni kertekben áll a Szent Lőrinc-katedrális (Kostel sv. Vavřince na Petříně).

## Galéria

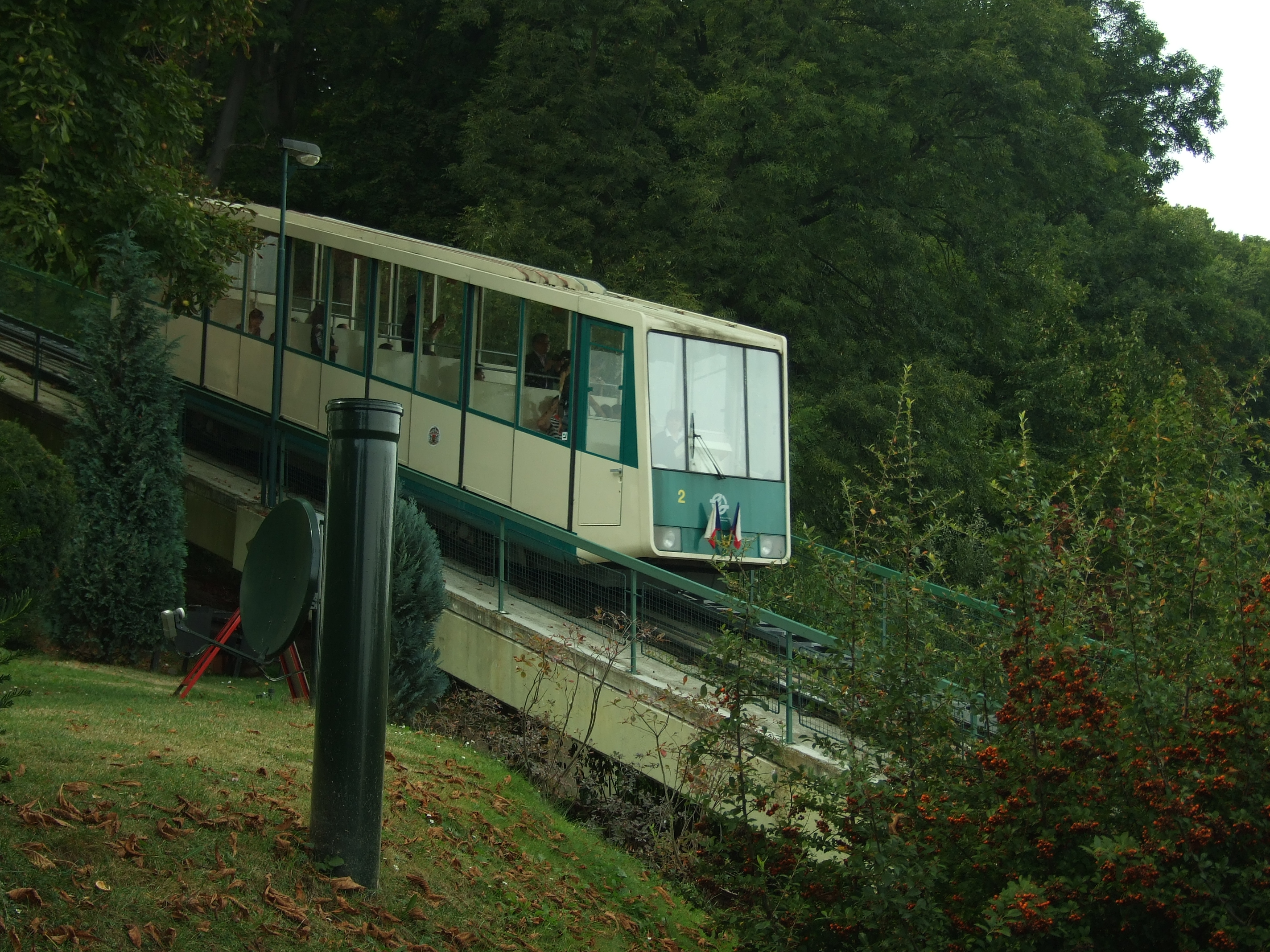
Petříni siklóvasút
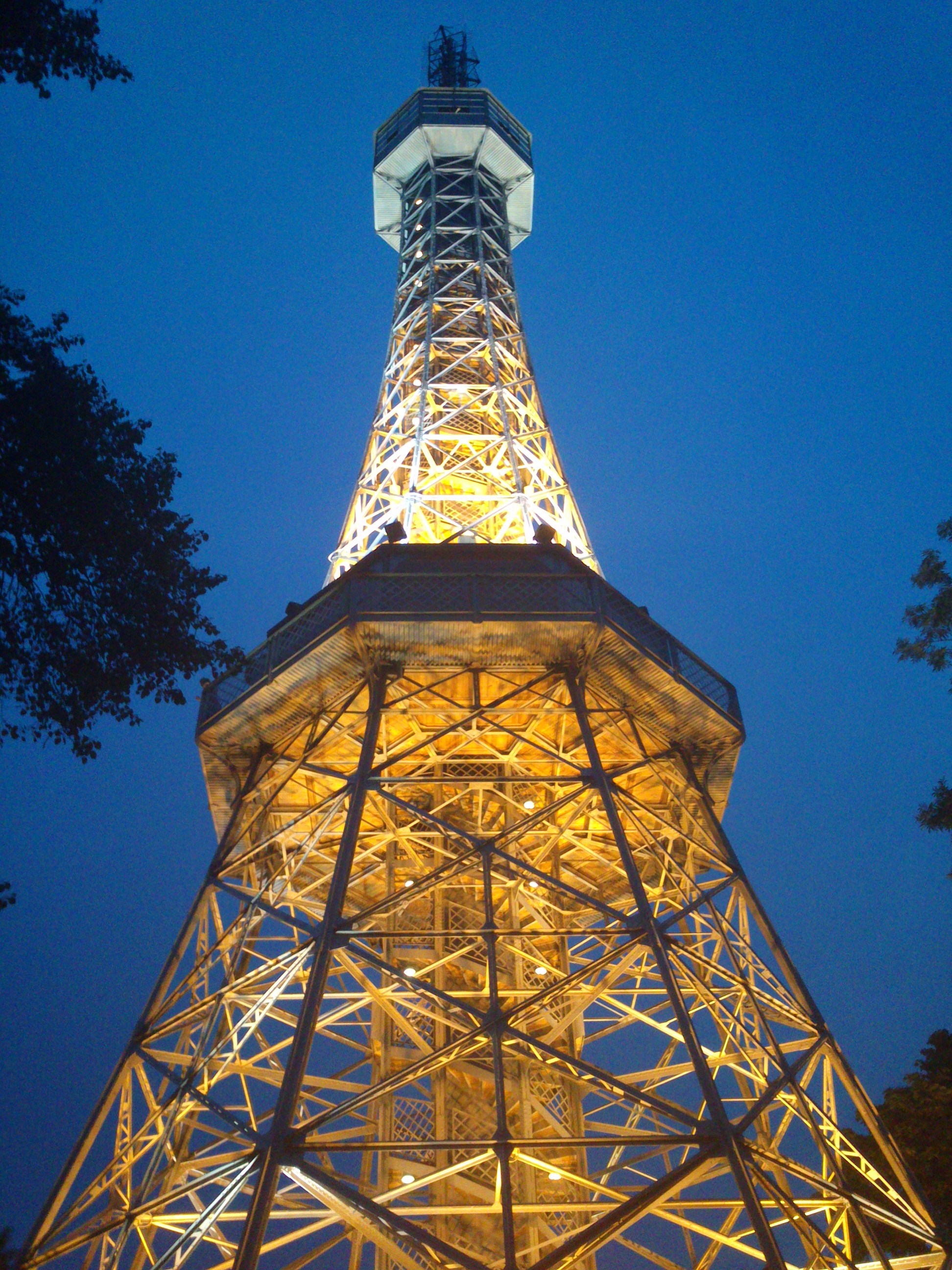
Petříni kilátó (Petřínská rozhledna)
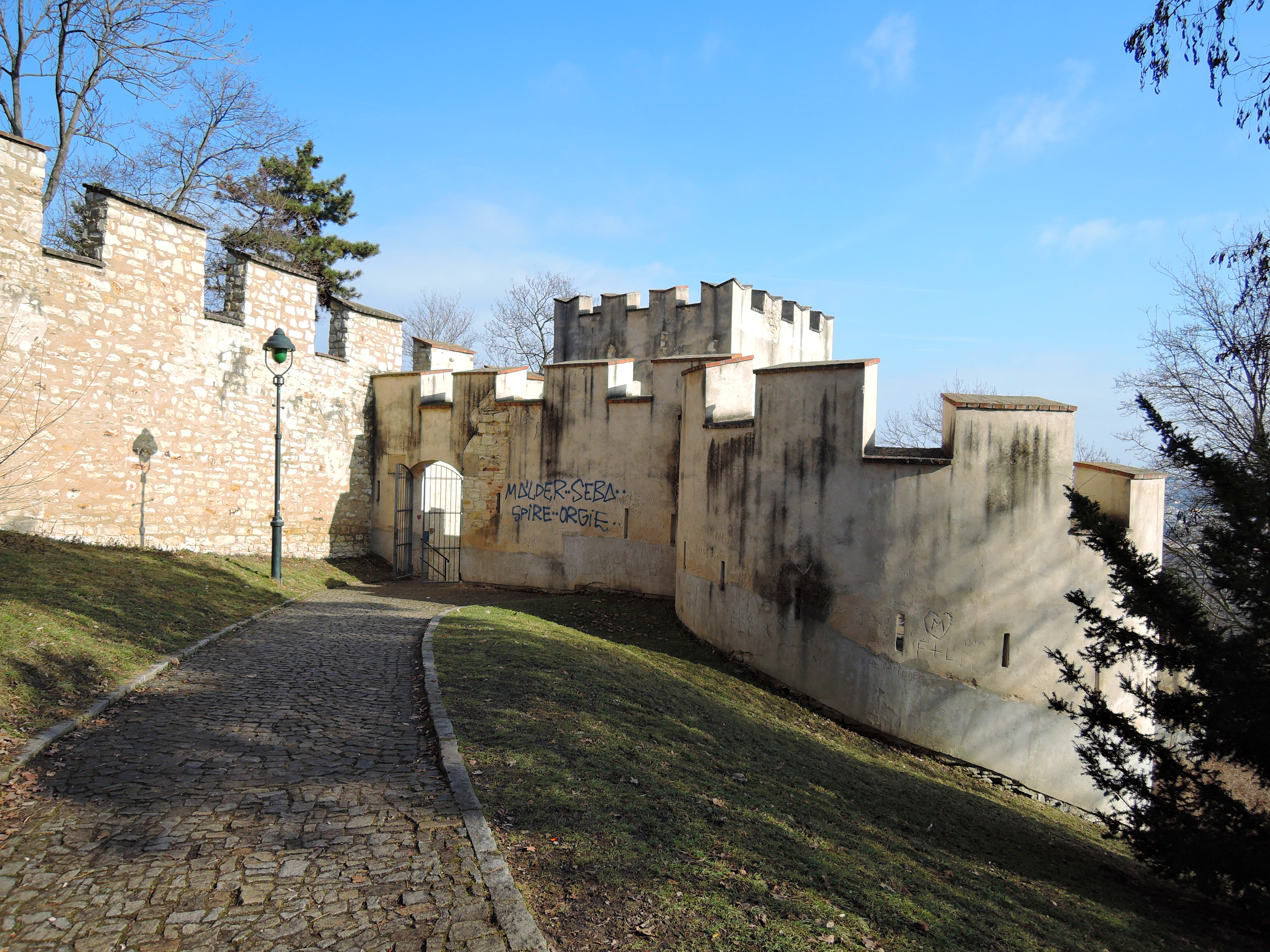
Éhségfal (Hladová zeď)
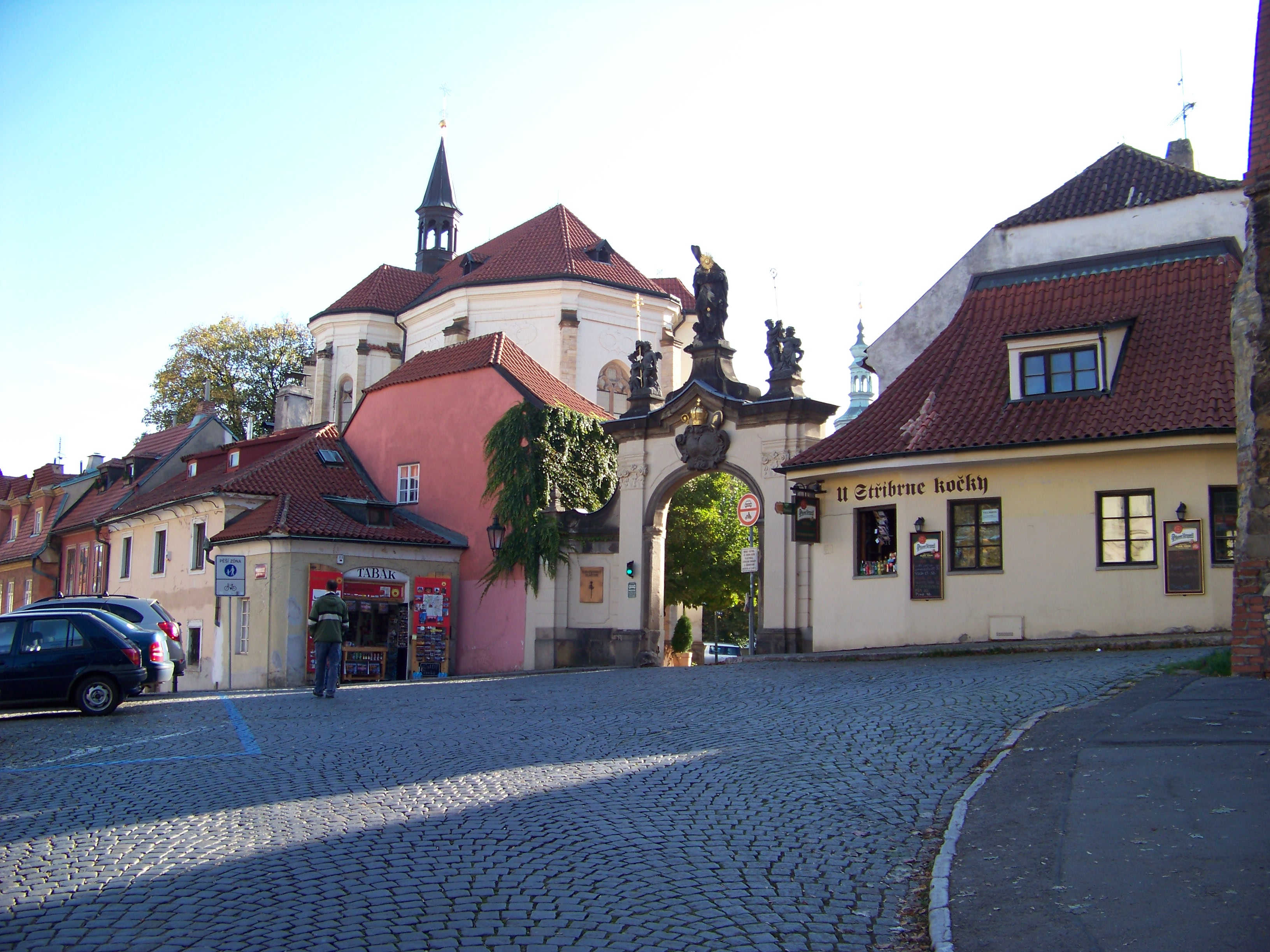
A strahovi kolostor (Strahovský klášter) kapuja
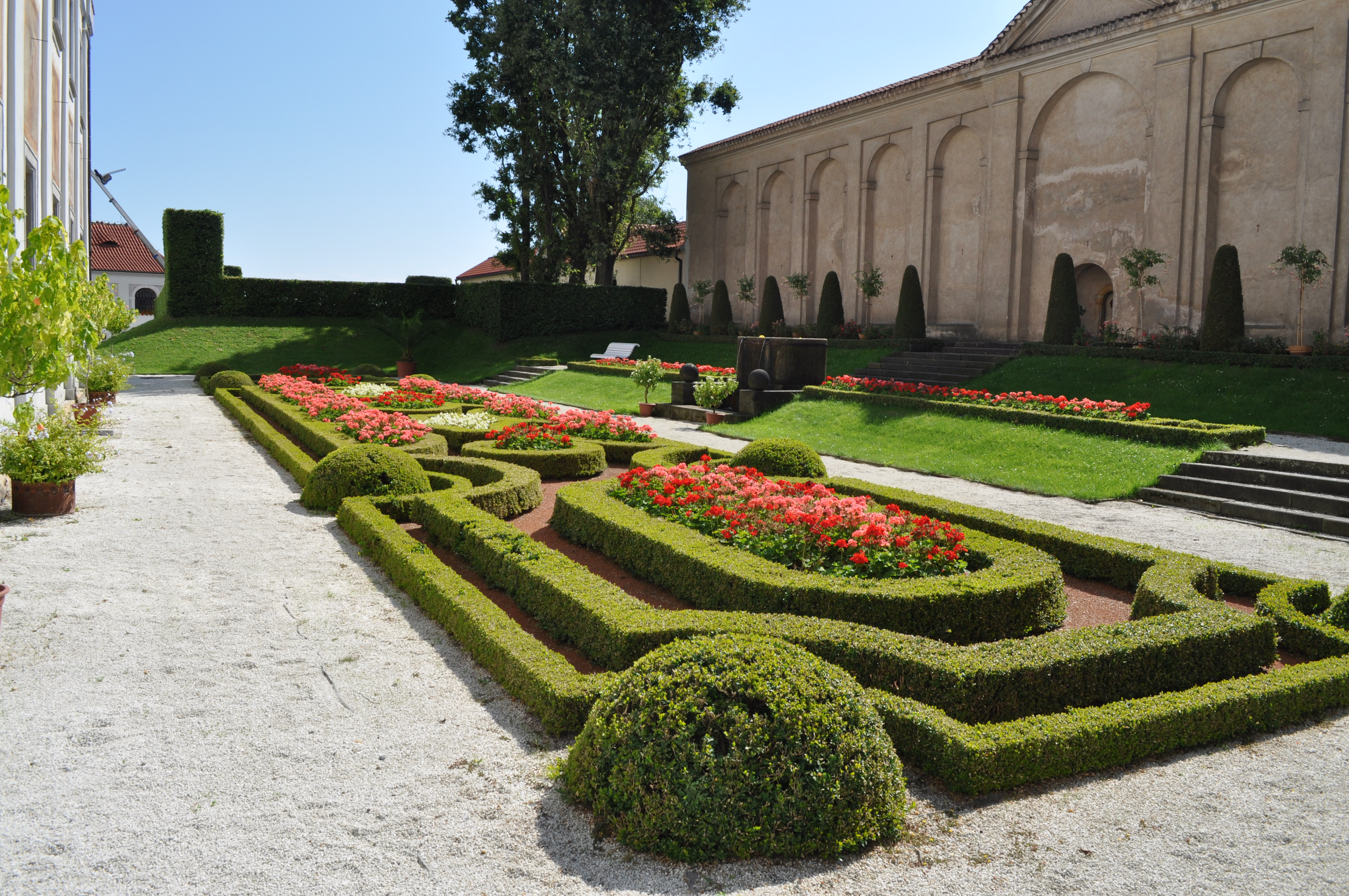
A strahovi kolostor parkja
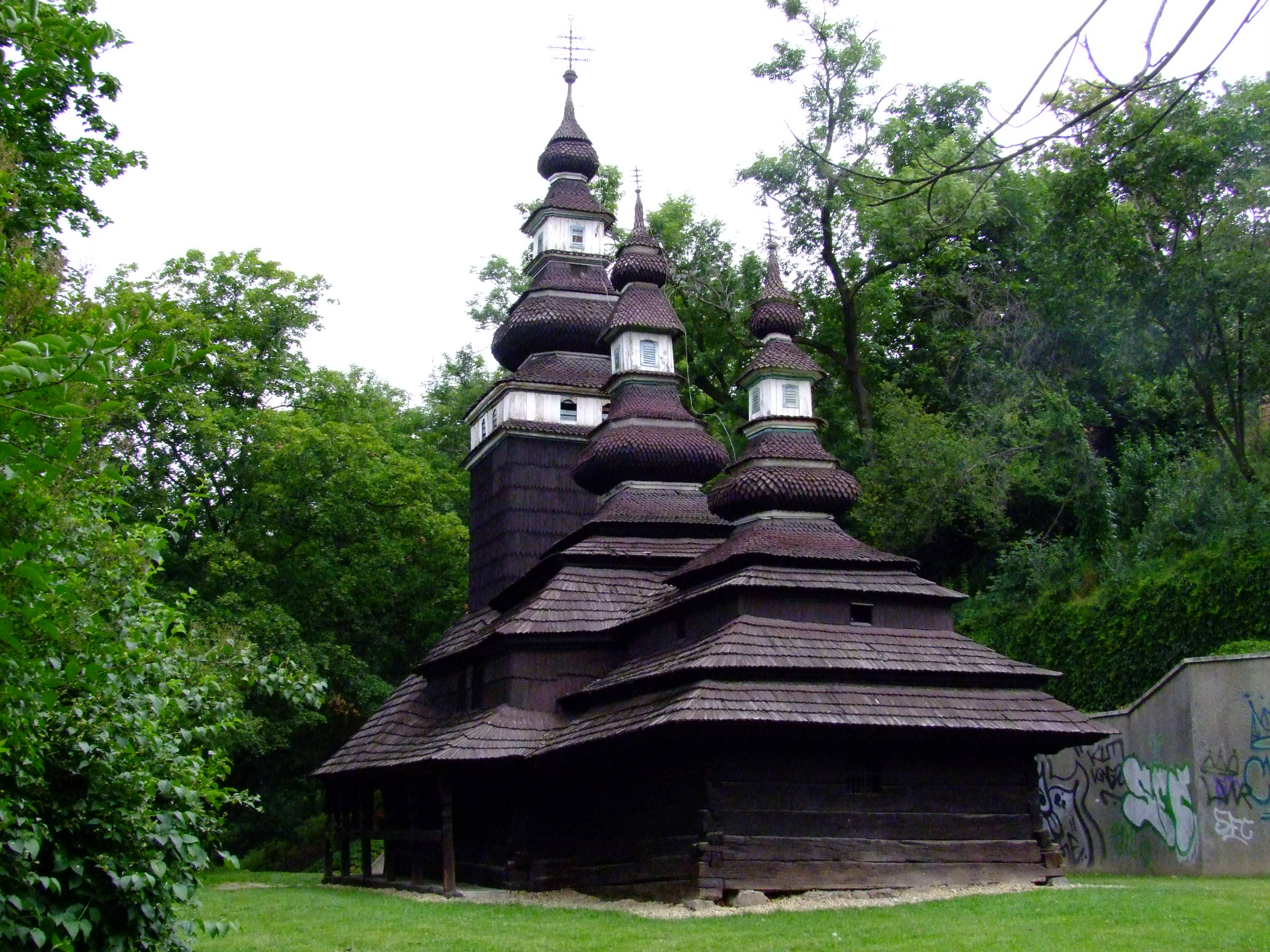
Szent Mihály arkangyal templom